# Культура Андорри
В Андоррі переважно розмовляють каталонською мовою Країна зробила значний внесок у каталонську спадщину.

## Мова і література
Офіційною та історичною мовою є каталонська. Таким чином культура каталонська, зі своєю специфікою.
Два письменники, відомі в Каталонії та регіоні, Мікеле Газьє та Рамон Віллеро, походять з Андорри. Крім того, Рікард Фітер, відомий письменник, не тільки родом з Андорри, але також виконує функції омбудсмена князівства. Проте традиція письма в Андоррі сягає далекого минулого, ніж 20 століття; Антоні Фітер і Росселл з парафії Ордіно написав книгу історії своїх земель під назвою Digest manual de las valls neutras de Andorra в 1748 році, описуючи феодальну історичну та правову обстановку Андорри.

## Музика
Враховуючи прихильність каталонців до музики, не дивно почути, що в Андоррі є камерний оркестр під керівництвом скрипаля Жерара Кларе; і що він також проводить міжнародний співочий конкурс за підтримки іспанської співачки Монсеррат Кабальє. У 2004 році Андорра вперше взяла участь у пісенному конкурсі Євробачення. Це привернуло увагу медіа Каталонії, оскільки це була перша  пісня, яка була виконана каталонською. Пісня вилетіла в півфінал, і записи 2005 і 2006 років також спіткали ту ж долю. У 2009 році вони також вилетіли в півфіналі.

## Танець
Типові танці, такі як marratxa і contrapàs, особливо популярні на святах. Серед відомих свят – свято Святого Жорді, коли дарують книги та троянди; народне свято, яке святкує святого Івана та літнього сонцестояння, а також свято святого Стефана (Sant Esteve), покровителя Андорра-ла-Велья. Жителі Андорри, як правило, весело і гучно відзначають свої бенкети.

## ЗМІ
Конституція Андорри передбачає повну свободу ЗМІ. У князівстві виходять дві щоденні газети «Diari d'Andorra» і «El Periòdic d'Andorra». Телевізійні послуги транслюються громадським Ràdio i Televisió d'Andorra. Окрім державного Radio nacional d'Andorra, існує також комерційна радіостанція під назвою Radio Valira.